# Piet Hesse

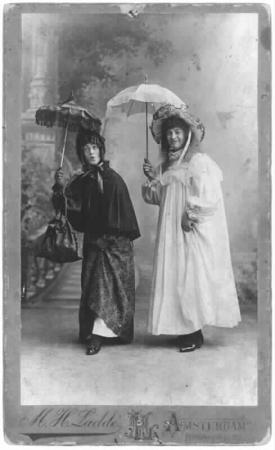
Lion Solser en Piet Hesse

Pieter (Piet) Hesse (Amsterdam, 26 december 1872 – Bussum, 4 maart 1936) was een Nederlands komiek en acteur in de eerste Nederlandse films in de late 19e en het begin van de 20e eeuw.
Hij werkte samen met Lion Solser en speelde in 1896 met hem in de eerste Nederlandse fictiefilm, Gestoorde hengelaar van M.H. Laddé. Later speelden ze weer samen in twee films uit 1900 en 1906 die beiden Solser en Hesse heetten.
Hij was getrouwd met Anna Hesse-Slauderhof en werkte met haar samen. In 1935 hertrouwde hij met Geertje van der Hulst uit Weesp.
Piet Hesse speelde samen met Solser en zijn vrouw in het toneelstuk uit 1915 Weet je 't al van Schellevis-Mie?